# Faiez Zannad
Faiez Zannad, né le 23 juillet 1951 à Monastir en Tunisie, est un cardiologue, professeur des universités-praticien hospitalier et chercheur des établissements publics scientifiques et technologiques français, et tunisien,.
Durant sa carrière, il se voit honoré du prix CNRS pour les jeunes scientifiques en pharmacologie clinique (1981) et du prix Paul-Neumann en pharmacologie clinique (1983).

## Biographie
Faiez Zannad naît en 1951 à Monastir en Tunisie. Issu d'une fratrie de treize enfants, il entre, après avoir obtenu son baccalauréat en 1969, à la faculté de médecine de Tunis. Il y décroche son diplôme du premier cycle d'études médicales en 1971. La même année, il tombe amoureux d'une jeune Française venue passer ses vacances d'été en Tunisie ; il quitte alors le pays pour la rejoindre à Nancy et l'épouser par la suite.
En France, il entre à la faculté de médecine de Nancy en 1971. Outre ses études universitaires, il est intéressé à enrichir sa formation par l'acquisition de diplômes en dehors de sa formation. Étudiant hospitalier au CHU de Paris-Est de 1972 à 1974, il obtient un certificat d'études supérieures en pharmacologie générale en 1976, un certificat d'études spéciales en médecine aéronautique en 1977, un certificat d'études spéciales en cardiologie, un certificat d'études supérieures en pharmacologie clinique et pharmacocinétique et une maîtrise fondamentale en biologie humaine en 1979. Cette même année, il soutient une thèse d'exercice de médecine, avec une mention très honorable, tout en devenant le lauréat de sa faculté de médecine.
Après son doctorat, Faiez Zannad continue son internat, d'octobre 1979 à septembre 1980. Il reçoit la médaille d'or de l'internat et obtient aussi une attestation universitaire d'échocardiographie et doppler en 1980.
En 1978, au cours de son internat au CHU de Nancy, Zannad commence son résidanat en cardiologie pour faire plaisir à sa mère qui meurt plus tard d'un infarctus à l'âge de 53 ans. Il est influencé par René-Jean Royer, son professeur de pharmacologie, qui l'encadre tout au long de ses années de résidanat et l'incite à travailler davantage et à adopter une carrière universitaire. Lors de sa dernière année, il effectue un stage de recherche à l'université d'Oxford au Royaume-Uni, sous la direction de David Graham-Smith, qui l'a aidé auparavant dans le développement de sa thèse en médecine. En 1981, Il obtient une attestation d'études approfondies en pharmacologie cardio-vasculaire et rénale à l'université Claude-Bernard-Lyon-I.
En 1981, Faiez Zannad est retenu comme assistant hospitalier universitaire au service hospitalier de cardiologie au CHU de Nancy, sur concours,. En 1982, il obtient le diplôme d'études et de recherches en biologie humaine, une certification équivalente au master de l'université Claude-Bernard-Lyon-I. En 1984, il décroche son doctorat de recherche en pharmacologie clinique à Claude-Bernard Lyon 1, sous la direction de Graham-Smith. En décembre 1984, il réussit l'examen d'agrégation et devient un maître de conférences des universités-praticien hospitalier.
En 1985, Faiez Zannad commence sa carrière universitaire en tant que professeur agrégé de deuxième classe au CHU de Nancy. En 1986, il obtient son doctorat en biologie humaine à Claude-Bernard-Lyon-I puis son habilitation à diriger des recherches en 1988. En 1990, il est titularisé comme maître de conférences des universités-praticien hospitalier de première classe. Dès lors, il commence son travail sur les thérapies pharmacologiques des maladies cardio-vasculaires basées sur les inhibiteurs cholinergiques et muscariniques et sur les antagonistes des hormones du système cardio-vasculaire. Ses deux premiers articles, intitulés Angiotensin-converting enzyme inhibitor and spironolactone combination therapy: new objectives in congestive heart failure treatment (1993) et Aldosterone and heart failure (1995), font de lui le premier à découvrir l'effet thérapeutique de la spironolactone. Il devient en 1995 le chef de division des infarctus, de l'hypertension et de la cardiologie préventive au département des maladies cardio-vasculaires au CHU de Nancy et le médecin délégué responsable du centre d'investigation clinique de l'INSERM, toujours au CHU de Nancy,. Il devient membre de la Société européenne de cardiologie en 1996, où il assume plusieurs responsabilités,, et professeur des universités-praticien hospitalier sur concours en 1998.
En tant que professeur des universités-praticien hospitalier dès le mois de septembre 1999, le succès de Faiez Zannad se poursuit, ses recherches et sa position s'élaborant de plus en plus grâce à ses travaux associant certains scientifiques comme Bertram Pitt. Nommé chef d'unité fonctionnelle des HTA et insuffisances cardiaques au pôle cardiologie du CHU de Nancy dès son premier mois de professorat, il devient en 2003 le médecin coordonnateur responsable du centre d'investigation clinique de l'INSERM au CHU de Nancy et, en 2006, le rédacteur en chef de Fundamental and Clinical Pharmacology pour un mandat de quatre ans et membre des recherches et des projets médicaux de l'Union européenne et du ministère de la Santé, de la Jeunesse et des Sports sur les maladies cardio-vasculaires. En 2007, il préside la Société française d'hypertension pour un mandat de deux ans.
En 2008, il devient le directeur du comité des médicaments des maladies cardio-vasculaires à la Société européenne de cardiologie pour un mandat de deux ans et un membre de l'exécutif de son comité de l'infarctus du myocarde, pour un mandat de quatre ans. Il devient également :
- une référence internationale dans le domaine de la pharmacologie cardiovasculaire[1] qui figure au comité éditorial de certains journaux scientifiques ayant un grand facteur d'impact[8],[9].
- un contributeur à plusieurs essais cliniques importants à l'échelle européenne — comme responsable, organisateur, encadreur et membre — en rapport avec les maladies cardio-vasculaires[1].
- un organisateur de congrès scientifiques au niveau européen et international[1].
- un conseiller de l'organisation européenne de recherche scientifique pour le développement des médicaments[1] ainsi que celui de grandes entreprises pharmaceutiques comme Alere, AstraZeneca, Biotronick, Boehringer Ingelheim, Boston Scientific, Novartis, Pfizer, Relypsa, ResMed, Servier et Takeda[10].
- un récipiendaire de certaines prestigieuses bourses comme celles de BG Medicine et Roche Diagnostics[10].

Son indice h se monte à 60 en date du 7 août 2013.
En 2014, il est nommé à la direction de la recherche médicale au sein du ministère tunisien de la Santé sous l'influence de Mohamed Salah Ben Ammar, ministre du gouvernement Jomaa.

## Fonctions
Il préside la Société française d'hypertension artérielle de 2007 à 2008, et le groupe de travail de la Société européenne de cardiologie sur la pharmacologie et la pharmacothérapie de 2008 à 2010. De 2008 à 2021, il est par ailleurs membre du conseil d'administration (trésorier en 2010-2012) de la Société européenne de cardiologie.

## Distinctions
Faiez Zannad est le titulaire de divers prix, dont le prix CNRS des jeunes scientifiques en pharmacologie clinique pour ses recherches en pharmacologie cardiovasculaire (1981), le prix Paul-Neumann en pharmacologie clinique (1983), le prix Paul-Milliez pour ses travaux sur l'hypertension artérielle (2014), le prix d'excellence de l'ESC Heart Failure Association (2017), le trophée Étoiles de l'Europe remis par le ministère français des Universités, de la Recherche et de l'Innovation (2018).
En 2015, il devient le premier médecin de l'histoire de la Tunisie à entrer dans la liste des chercheurs les plus cités de Thomson Reuters. Il maintient sa place dans ce classement entre 2016 et 2018.
En 2019, il obtient la bourse Eugène-Braunwald.

## Témoignages personnels
Faiez Zannad est surtout influencé par David Graham-Smith, son professeur de l'université d'Oxford : il reconnaît que ce dernier est un vrai pharmacologue clinique car il peut discuter n'importe quel cas clinique hospitalisé dans le service, avoir une bonne vision des symptômes des malades, parler en même temps de la physiologie pathologique et des mécanismes théoriques de l'action des médicaments, reformuler des hypothèses, publier, etc.
Il déclare que le but de ses premières recherches est d'éveiller une beauté oubliée depuis trente ans, la spironolactone. Il confirme aussi que ses premières recherches effectuées avec Bertram Pitt ont prouvé que les personnes atteintes d'infarctus ont la possibilité de constituer métaboliquement, et dans les plus grandes proportions, le médicament qui va sauver leur vie.
Faiez Zannad évoque les raisons de son choix d'une carrière universitaire en pharmacologie cardio-vasculaire, indiquant avoir été instruit comme il avait toujours espéré pour pouvoir adopter une telle carrière. Il y avait des cardiologues qui étaient aussi des pharmacologues et inversement, c'est pour cela qu'il s'est intéressé à la pharmacologie cardio-vasculaire. Il insiste toujours sur l'importance de la thérapeutique. Il reconnaît qu'il y a des médicaments avec un degré de tolérance important et un rapport sécurité - efficacité exceptionnel en cardiologie. Néanmoins, il estime que la pharmacologie clinique est importante dans les situations de gestion des médicaments, de la pharmacogénétique et dans les situations où les médicaments s'accompagnent d'un mode d'emploi difficile, comme dans le cas de la digoxine. 
En effet, Zannad affirme que la thérapie représente l'avenir mieux que la pharmacologie. Pour lui, la thérapie signifie juste l'économie de la santé, l'étude des problèmes de l'observance et de l'adhésion cellulaire lors de la consommation des médicaments, les groupes spéciaux et bien sûr les essais cliniques ; ce serait plus simple et plus efficace que la pharmacologie clinique. Il identifie même que la recherche et la médecine thérapeutiques ont réussi à reconnaître les solutions apportées par le corps humain à ses propres problèmes et à étudier l'effet de certaines hormones sur les cellules qui ne font pas partie de leurs domaines d'action, tout comme dans le cas de l'aldostérone et de la spironolactone.
Concernant l'islam, il déclare en août 2016 que la religion musulmane n'a rien à avoir avec le terrorisme et que les incidents qui ont lieu en France sont dus au manque d'organisation de la pratique de cette religion dans ce pays européen et au discours des imams de quelques mosquées déviantes financés par des pays qui poussent à la radicalisation. Selon lui, une régulation de l'islam dans la France est requise pour résoudre cette question terroriste.

## Publications
- (en) Faiez Zannad, « Angiotensin-converting enzyme inhibitor and spironolactone combination therapy: new objectives in congestive heart failure treatment », American Journal of Cardiology (en), vol. 71, no 3,‎ 1993, A34-A39 (ISSN 0002-9149).
- (en) Faiez Zannad, « Aldosterone and heart failure », European Heart Journal, no 16 (suppl. N),‎ 1995, p. 98-102.
- (en) Bertram Pitt, Faiez Zannad, Willem J. Remme, Robert Cody, Alain Castaigne, Alfonso Perez, Jolie Palensky et Janet Wittes, « The effect of spironolactone on morbidity and mortality in patients with severe heart failure », The New England Journal of Medicine, vol. 341, no 10,‎ 1999, p. 709-717 (ISSN 0028-4793).
- (en) Faiez Zannad, François Alla, Brigitte Dousset, Alfonso Perez et Bertram Pitt, « Limitation of excessive extracellular matrix turnover may contribute to survival benefit of spironolactone therapy in patients with congestive heart failure insights from the randomized aldactone evaluation study (RALES) », Circulation, vol. 102, no 22,‎ 2000, p. 2700-2706 (ISSN 0009-7322).
- (en) Bertram Pitt, Willem J. Remme, Faiez Zannad, James Neaton, Felipe Martinez, Barbara Roniker, Richard Bittman, Steve Hurley, Jay Kleiman et Marjorie Gatlin, « Eplerenone, a selective aldosterone blocker, in patients with left ventricular dysfunction after myocardial infarction », The New England Journal of Medicine, vol. 348, no 14,‎ 2003, p. 1309-1321 (ISSN 0028-4793).
- (en) Bertram Pitt, Nathaniel Reichek, Roland Willenbrock, Faiez Zannad, Robert A. Phillips, Barbara Roniker, Jay Kleiman, Scott Krause, Daniel Burns et Gordon H. Williams, « Effects of eplerenone, enalapril, and eplerenone/enalapril in patients With essential hypertension and left ventricular hypertrophy: the 4E–left ventricular hypertrophy study », Circulation, vol. 108, no 15,‎ 2003, p. 1831-1838 (ISSN 0009-7322).
- (en) Faiez Zannad, John McMurray, Henry Krum, Dirk J. van Veldhuisen, Karl Swedberg, Harry Shi, John Vincent, Stuart J. Pocock et Bertram Pitt, « Eplerenone in patients with systolic heart failure and mild symptoms », The New England Journal of Medicine, vol. 364, no 1,‎ 2011, p. 11-21 (ISSN 0028-4793).